# جيسي برايس (عازف جاز)
جيسي برايس (بالإنجليزية: Jesse Price)‏ هو عازف جاز أمريكي، ولد في 1 مايو 1909، وتوفي في 19 أبريل 1974.